# الستاد
الستاد (به سوئدی: Alstad) یک سکونتگاه مسکونی در سوئد است که در استان اسکونه واقع شده‌است.

## خصوصیات
الستاد ۰٫۲۳ کیلومترمربع مساحت و ۲۳۷ نفر جمعیت دارد.